# RMS Campania
El RMS Campania fue un transatlántico británico de la compañía naviera Cunard Line, construido en los astilleros escoceses de Fairfield Shipbuilding and Engineering Company, ubicados en Glasgow, y botado el 8 de septiembre de 1892. 
Idéntico en dimensiones y especificaciones a su barco gemelo, el RMS Lucania, el Campania era el buque de pasajeros más grande y rápido del mundo cuando fue introducido en servicio en 1893. Cruzaba el océano Atlántico en menos de seis días; y ya en su segundo viaje en 1893, se hizo con la prestigiosa Banda Azul, que premiaba la travesía más rápida a través del Atlántico, anteriormente en posesión del buque SS City of Paris, de la Inman Line. El año siguiente, el Lucania ganó la «Banda Azul» y mantuvo el título hasta 1898, siendo el Campania un buque algo más lento (aunque solo por un pequeño margen) frente a su gemelo.
Pocos días antes de acabar la Primera Guerra Mundial el HMS Campania (HMS por ser utilizado por la Royal Navy) se hundió accidentalmente en el Fiordo de Forth tras colisionar con el buque HMS Glorious.

## Galería

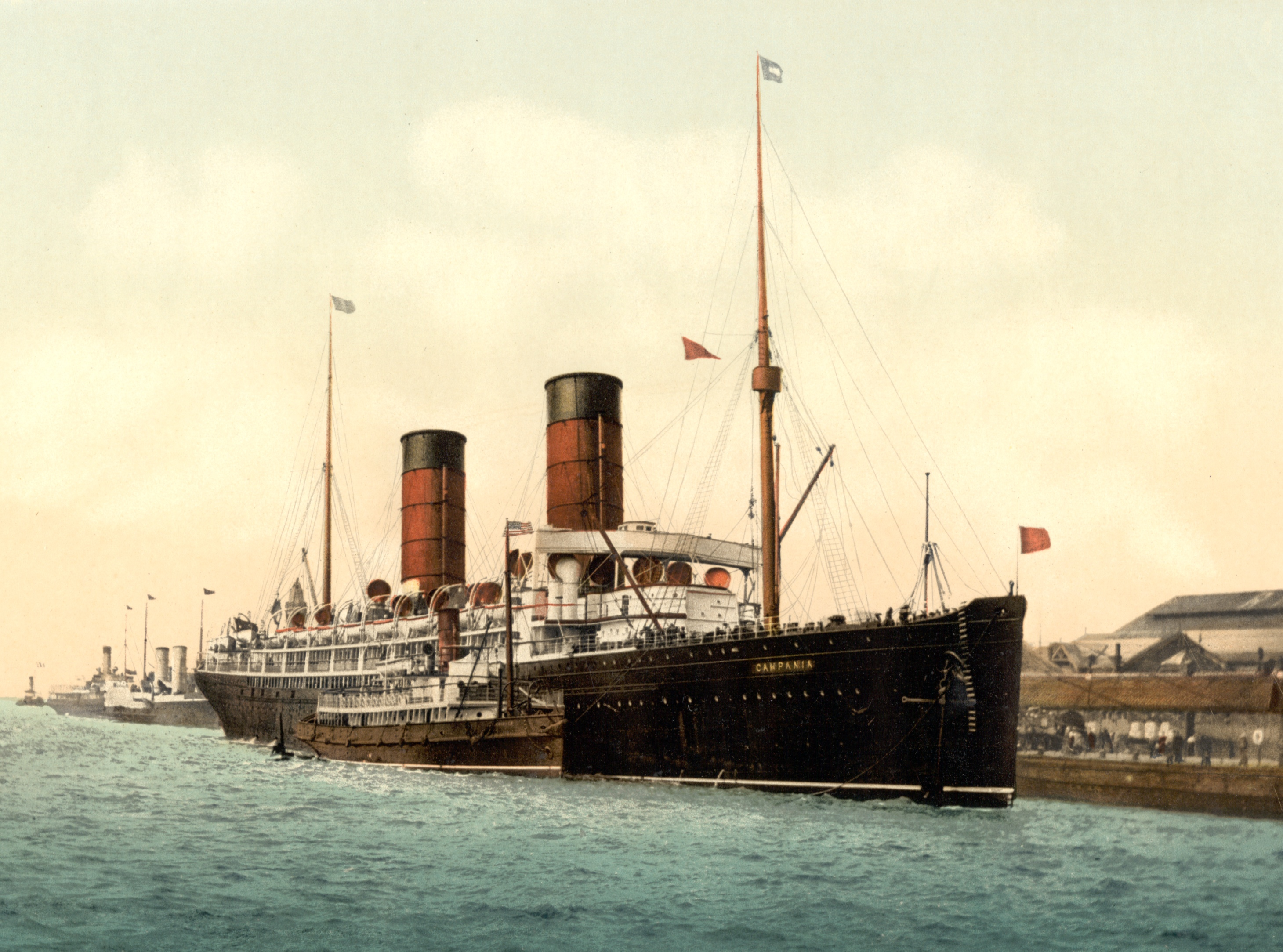
El RMS Campania en una postal de la Cunard Line, c. 1895.
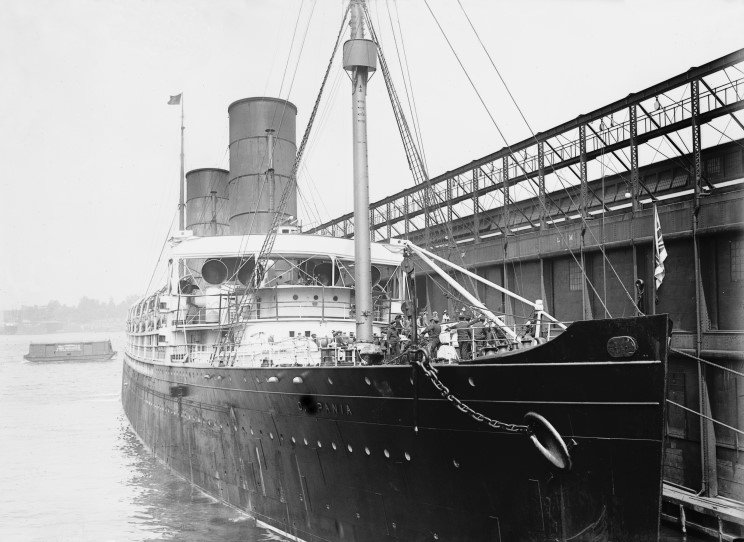
El Campania atracado en el muelle de la Cunard en el puerto de Nueva York.
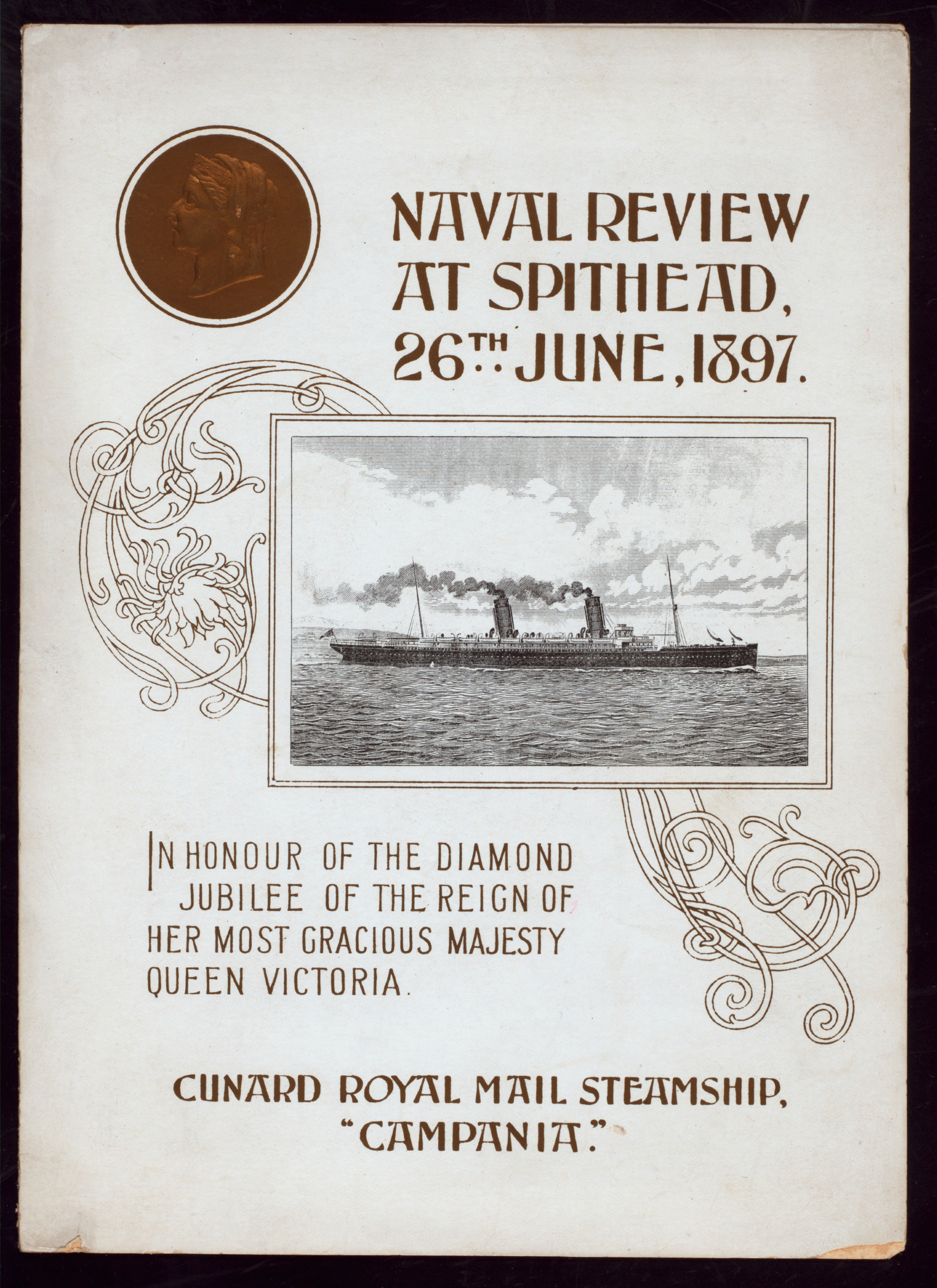
Menú de la cena celebrada en el Campania en ocasión del jubileo de diamante de la reina Victoria.
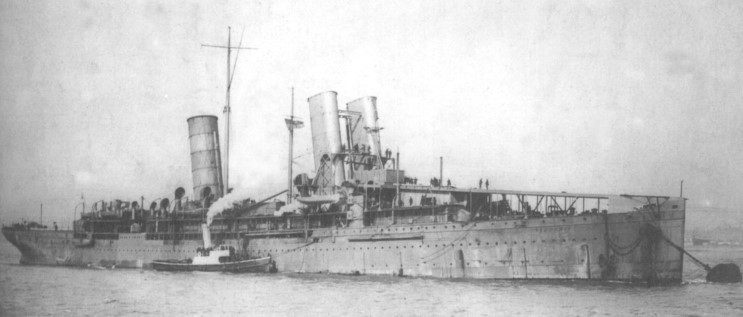
El Campania durante la Primera Guerra Mundial.
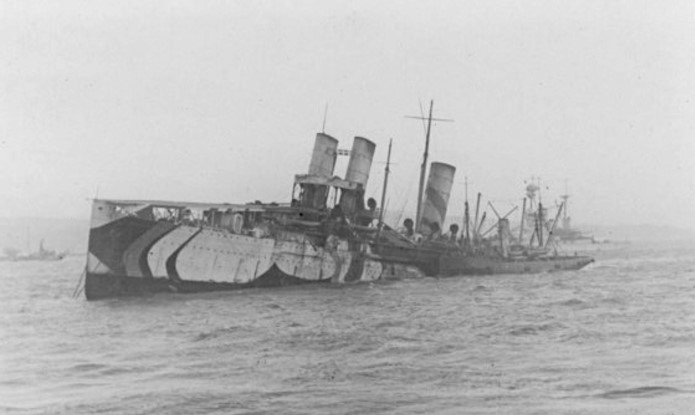
Hundimiento del Campania, 5 de noviembre de 1918.